# Pionir 10 (muzička grupa)
Pionir 10 je srpska rok grupa osnovana 1999. godine u Subotici.

## Diskografija
- Pionir 10 (2006 - Izdavačka kuća: Slušaj najglasnije)

### Studijski album
- Pionir 10 (2009)

### Kompilacije
- Laku noć deco - Sever-severozapad 2 (2006)
- Jutro će promeniti sve? (2007)
- Sever-severozapad 3 (2013)

## Spoljašnje veze
- Prezentacija (језик: српски)
- Prezentacija na sajtu Popboks (језик: српски)
- Recenzija albuma „Pionir 10“ na sajtu Popboks (језик: српски)
- Intervju na sajtu Popboks (језик: српски)
- Tekstovi pesama (језик: српски)
- Prezentacija na sajtu  (језик: енглески)
- Diskografija na sajtu  (језик: енглески)